# Islom Toʻxtaxoʻjayev
Islom Saidkamolovich Toʻxtaxoʻjayev (ur. 30 października 1989 w Ferganie) – uzbecki piłkarz występujący na pozycji obrońcy w drużynie Neftchi Fergana.

## Kariera piłkarska
Jest wychowankiem klubu ze swojego rodzimego miasta - Neftchi Fergana. W tamtejszej seniorskiej drużynie grał w latach 2009-2012, notując 3 bramki w 59 występach. W 2012 przeniósł się do stołecznego Lokomotivu Taszkent. Dwukrotnie z tym klubem zdobył mistrzostwo Uzbekistanu oraz dwukrotnie puchar Uzbekistanu.

## Kariera reprezentacyjna
Toʻxtaxoʻjayev zadebiutował w reprezentacji Uzbekistanu 28 stycznia 2009 roku w wygranym 1-0 w meczu eliminacji do Puhcaru Azji 2011 z reprezentacją Zjednoczonych Emiratów Arabskich. Swoją pierwszą, a zarazem jedyną jak do tej pory bramkę w kadrze strzelił 31 marca 2015 roku w przegranym 5-1, towarzyskim meczu z reprezentacją Japonii.  Znalazł się w kadrze Uzbekistanu na Puchar Azji 2015, gdzie zanotował jeden występ - w fazie grupowej w przegranym 2-1 meczu z Chinami. Jak do tej pory w narodowych barwach zaliczył 57 występów, zdobywając w nich 1 gola.
Stan na 11 lipca 2018
| Reprezentacja | Rok     | Mecze | Bramki |
| ------------- | ------- | ----- | ------ |
| Uzbekistan    | 2009    | 8     | 0      |
| Uzbekistan    | 2011    | 10    | 0      |
| Uzbekistan    | 2012    | 8     | 0      |
| Uzbekistan    | 2013    | 6     | 0      |
| Uzbekistan    | 2014    | 7     | 0      |
| Uzbekistan    | 2015    | 7     | 1      |
| Uzbekistan    | 2016    | 6     | 0      |
| Uzbekistan    | 2017    | 4     | 0      |
| Uzbekistan    | 2018    | 1     | 0      |
| Ogólnie       | Ogólnie | 57    | 1      |

## Sukcesy

### Lokomotiv Taszkent
- Mistrzostwo Uzbekistanu: 2016, 2017
- Puchar Uzbekistanu: 2014, 2016